# Harukana Receive
Harukana Receive (はるかなレシーブ, Harukana Reshību) é um mangá japonês escrito e ilustrado por Nyoijizai. Começou a serialização no Manga Time Kirara Forward, de Houbunsha, com a edição de outubro de 2015. O mangá foi licenciado pela Seven Seas Entertainment na América do Norte, com os dois primeiros volumes lançados em julho e outubro de 2018, respectivamente. Uma adaptação para anime pela C2C foi transmitida de 6 de julho a 21 de setembro de 2018.

## Mídia

### Mangá
Harukana Receive é um mangá escrito e ilustrado por Nyoijizai. Ele começou a ser serializado na Manga Time Kirara Forward, da Houbunsha, com a edição de outubro de 2015. Os capítulos estão sendo compilados e lançados no formato tankōbon pela Houbunsha. Em 9 de agosto de 2019, oito volumes foram lançados. A Seven Seas Entertainment licenciou o mangá para um lançamento na América do Norte. Predefinição:Graphic novel list/header

### Anime
Uma adaptação para anime da C2C foi ao ar de 6 de julho a 21 de setembro de 2018 no AT-X e em outros canais. A série foi dirigida por Toshiyuki Kubooka, com composição de Touko Machida e design de personagens por Takeshi Oda. O tema de abertura é "FLY two BLUE", de Kana Yūki e Saki Miyashita, enquanto o tema de encerramento é "Wish me luck !!!", de Yūki, Miyashita, Atsumi Tanezaki e Rie Suegara. A Crunchyroll transmitiu o anime com legendas em inglês, enquanto a Funimation o fez com uma dublagem em inglês. O anime durou 12 episódios.

## Recepção
Lauren Orsini, da Anime News Network, descreve a maior força do Harukana Receive para compartilhar "a história dessa alegria, passando por cima de qualquer coisa que não fosse importante" e destacando que, apesar da intensidade emocional em alguns jogos de vôlei de praia, mensagens de amizade e entusiasmo estão fortemente na vanguarda do anime, mesmo que as apostas não sejam tão altas quanto as de outros animes da temporada. Orsini diz ainda que Harukana Receive possui uma história quente e relaxante sobre vôlei de praia e jogadores apaixonados pelo esporte.